# 金牛山街道
金牛山街道，是中华人民共和国河南省信阳市浉河区下辖的一个乡镇级行政单位。

## 行政区划
金牛山街道下辖以下地区：
周家山社区、华森社区、飨堂村、十八里庙村、和孝营村和十里河村。